# مارتين ويب
مارتين ويب (بالإنجليزية: Martyn Webb)‏ هو كاتب أسترالي، ولد في 29 سبتمبر 1925، وتوفي في 19 يناير 2016.